# Temístocles Ortega
Temístocles Ortega Narváez (Mercaderes, Cauca; 21 de octubre de 1954) es un abogado, político y dirigente social colombiano. Fue Senador de la República de Colombia para el periodo 2018-2022 por el partido Cambio Radical.
En febrero de 2023 se conoció que la fiscalía de Colombia lo acusó por presuntas irregularidades en contrataciones cuando ejercía como gobernador del departamento del Cauca (2012-2015), acusación sustentada en una investigación de la Corte Suprema de Justicia.

## Biografía
Nació en Mercaderes. Desde su niñez se radicó en Popayán. Estudió derecho en la Universidad del Cauca, destacando en medalla sesquicentenario como mejor estudiante y medalla Camilo Torres como mejor egresado. Ha sido Profesor de derecho penal en la Universidad del Cauca, derecho constitucional en la Pontificia Universidad Javeriana y derecho disciplinario en la Universidad Santo Tomas.
En 1971 de su trayectoria como abogado debuta como Secretario de la Alcaldía de Argelia, Secretario de Educación del Cauca en los años 1980 y 1985, Gerente de la Caja Nacional de Previsión Cauca. Se inició en la política participando del movimiento Izquierda Liberal y fue Concejal de Mercaderes, concejal de Popayán y diputado a la Asamblea del Cauca. Se ostentó como gobernador del Cauca dos mandatos no consecutivos entre 1992-1995 y 2012-2015. En 2018 es elegido como Senador de la República de Colombia por partido Cambio Radical.
Es especialista en Gerencia, Gobierno y Asuntos Públicos de la Universidad Externado de Colombia y Columbia de New York; fue Director de Capacitación de la Contraloría General de la República, Consultor Legal de la Corporación Andina de Fomento (CAF) y Viceministro de Justicia en el gobierno de Virgilio Barco. Fue Magistrado de la Sala Jurisdiccional Disciplinaria y Presidente del Consejo Superior de la Judicatura, donde impulsó la tutela como herramienta para la defensa de derechos los fundamentales. Además, fue autor de la Ley 1123 o Estatuto Disciplinario del Abogado y miembro de la comisión redactora del Código de Procedimiento Penal.
En febrero de 2023 se conoció que Ortega sería embajador en Chile, pero en mayo de 2023 se informó que dicho nombramiento no sería realizado.